# Linha 1 do VLT Carioca
A Linha 1: Terminal Intermodal Gentileza ↔ Santos Dumont é uma das linhas em operação do VLT Carioca, tendo sido inaugurada no dia 5 de junho de 2016. Estende-se por cerca de 5,8 km. A cor distintiva da linha é o azul.
Possui um total de 20 paradas em operação, todas de superfície. O Terminal Intermodal Gentileza (TIG), assim como as paradas Rodoviária, Providência, Carioca, Cinelândia e Santos Dumont possibilitam integração com outros modais de transporte.
O sistema, operado pela Concessionária do VLT Carioca S.A., registrou um movimento de mais de 6 milhões de passageiros nos 10 primeiros meses de operação. Atende os seguintes bairros: Centro, Saúde, Gamboa, Santo Cristo e São Cristóvão.
Em 2024, com a inauguração do TIG, este passou a ser a última parada da linha, que deixou de servir a Parada Praia Formosa; esta passou a ser atendida somente pela Linha 2.

## História

### Datas relevantes
- 5 de junho de 2016: início da operação assistida, entre Santos Dumont e Parada dos Museus, de segunda a sexta das 12 horas às 15 horas, com intervalos de 20 minutos, e sem cobrança de passagem
- junho de 2016: ampliação do horário de funcionamento, das 10 horas às 17 horas
- junho de 2016: ampliação do horário de funcionamento, das 8 horas às 17 horas
- 9 de julho de 2016: início da operação nos fins de semana[7]
- 12 de julho de 2016: início da operação do trecho entre Parada dos Museus e Rodoviária
- 26 de julho de 2016: início da operação comercial
- 3 de agosto de 2016: Chama Olímpica é transportada de VLT, do Santos Dumont à Cinelândia, a bordo do bonde 102[8]
- 4 de junho de 2017: início da operação da segunda via da linha 1 entre Gamboa e Parada dos Navios (posteriormente renomeada para Parada dos Navios/Valongo), eliminando o trecho em via singela e permitindo operação plena à linha[9]
- 24 de fevereiro de 2024: inauguração do Terminal Intermodal Gentileza (TIG), a linha passou a terminar neste terminal ao invés da Parada Praia Formosa.

### Interrupções
No primeiro dia útil de funcionamento do VLT, 6 de junho de 2016, uma pane elétrica interrompeu o funcionamento do serviço logo após uma das composições deixar a Parada Antônio Carlos, por volta das 15 horas. A atividade da composição voltou ao normal em 20 minutos.
Em 8 de julho de 2016, uma queda no sistema de abastecimento de energia deixou os passageiros a pé entre as estações Sete de Setembro e São Bento. Em 23 de julho, um dispositivo de segurança foi acionado por algum objeto nos trilhos e interrompeu o funcionamento na avenida Rio Branco, próximo à avenida Presidente Antônio Carlos e o serviço ficou inoperante por cerca de três horas.
Em 31 de agosto de 2016, após o desligamento automático de duas linhas de transmissão de Furnas, o funcionamento do VLT foi paralisado por uma hora, entre às 15 e 16 horas.
Em 25 de janeiro de 2017, o tráfego foi interrompido por cerca de uma hora, após o acidente com uma idosa, que caiu próximo ao edifício Avenida Central, atravessando a avenida Rio Branco. Ela não percebeu que havia dois degraus no canteiro central, tropeçou e caiu com o rosto no chão, que é de paralelepípedo, sobre os trilhos do VLT.

## Paradas

### Terminal Intermodal Gentileza → Santos Dumont
| Nº | Nome                                | Inauguração             | Bairro        | Integração          | Posição    | Latitude      | Longitude     |
| -- | ----------------------------------- | ----------------------- | ------------- | ------------------- | ---------- | ------------- | ------------- |
| 1  | Terminal Intermodal Gentileza (TIG) | 24 de fevereiro de 2024 | São Cristóvão | Terminal rodoviário | Superfície | 22° 53' 56" S | 43° 12' 41" O |
| 2  | Rodoviária                          | 12 de julho de 2016     | Santo Cristo  | Terminal rodoviário | Superfície | 22° 53' 55" S | 43° 12' 26" O |
| 3  | Equador                             | 12 de julho de 2016     | Santo Cristo  | —                   | Superfície | 22° 53' 52" S | 43° 12' 17" O |
| 4  | Pereira Reis                        | 12 de julho de 2016     | Santo Cristo  | —                   | Superfície | 22° 53' 47" S | 43° 12' 06" O |
| 5  | Gamboa                              | 2016                    | Santo Cristo  | —                   | Superfície | 22° 53' 52" S | 43° 11' 57" O |
| 6  | Providência                         | 4 de junho de 2017      | Gamboa        | __                  | Superfície | 22° 53' 51" S | 43° 11' 48" O |
| 7  | Harmonia                            | 4 de junho de 2017      | Gamboa        | —                   | Superfície | 22° 53' 44" S | 43° 11' 29" O |
| 8  | Parada dos Navios/Valongo           | 13 de junho de 2016     | Gamboa        | —                   | Superfície | 22° 53' 38" S | 43° 11' 14" O |
| 9  | Parada dos Museus                   | 5 de junho de 2016      | Saúde         | —                   | Superfície | 22° 53' 45" S | 43° 10' 55" O |
| 10 | São Bento                           | 5 de junho de 2016      | Centro        | —                   | Superfície | 22° 53' 56" S | 43° 10' 47" O |
| 11 | Candelária                          | 5 de junho de 2016      | Centro        | —                   | Superfície | 22° 54' 06" S | 43° 10' 43" O |
| 12 | Sete de Setembro                    | 5 de junho de 2016      | Centro        | —                   | Superfície | 22° 54' 19" S | 43° 10' 38" O |
| 13 | Carioca                             | 5 de junho de 2016      | Centro        | Estação de Metrô    | Superfície | 22° 54' 27" S | 43° 10' 35" O |
| 14 | Cinelândia                          | 5 de junho de 2016      | Centro        | Estação de Metrô    | Superfície | 22° 54' 40" S | 43° 10' 30" O |
| 15 | Antônio Carlos                      | 5 de junho de 2016      | Centro        | —                   | Superfície | 22° 54' 40" S | 43° 10' 19" O |
| 16 | Santos Dumont                       | 5 de junho de 2016      | Centro        | Aeroporto           | Superfície | 22° 54' 44" S | 43° 10' 03" O |

### Santos Dumont → Terminal Intermodal Gentileza
| Nº | Nome                                | Inauguração             | Bairro        | Integração          | Posição    | Latitude      | Longitude     |
| -- | ----------------------------------- | ----------------------- | ------------- | ------------------- | ---------- | ------------- | ------------- |
| 1  | Santos Dumont                       | 5 de junho de 2016      | Centro        | Aeroporto           | Superfície | 22° 54' 44" S | 43° 10' 03" O |
| 2  | Antônio Carlos                      | 5 de junho de 2016      | Centro        | —                   | Superfície | 22° 54' 40" S | 43° 10' 19" O |
| 3  | Cinelândia                          | 5 de junho de 2016      | Centro        | Estação de Metrô    | Superfície | 22° 54' 40" S | 43° 10' 30" O |
| 4  | Carioca                             | 5 de junho de 2016      | Centro        | Estação de Metrô    | Superfície | 22° 54' 27" S | 43° 10' 35" O |
| 5  | Sete de Setembro                    | 5 de junho de 2016      | Centro        | —                   | Superfície | 22° 54' 19" S | 43° 10' 38" O |
| 6  | Candelária                          | 5 de junho de 2016      | Centro        | —                   | Superfície | 22° 54' 06" S | 43° 10' 43" O |
| 7  | São Bento                           | 5 de junho de 2016      | Centro        | —                   | Superfície | 22° 53' 56" S | 43° 10' 47" O |
| 8  | Parada dos Museus                   | 5 de junho de 2016      | Saúde         | —                   | Superfície | 22° 53' 45" S | 43° 10' 55" O |
| 9  | Parada dos Navios/Valongo           | 13 de junho de 2016     | Gamboa        | —                   | Superfície | 22° 53' 38" S | 43° 11' 14" O |
| 10 | Utopia AquaRio                      | 12 de julho de 2016     | Gamboa        | —                   | Superfície | 22° 53' 35" S | 43° 11' 24" O |
| 11 | Cidade do Samba Tia Ciata           | 12 de julho de 2016     | Santo Cristo  | —                   | Superfície | 22° 53' 39" S | 43° 11' 47" O |
| 12 | Santo Cristo                        | 12 de julho de 2016     | Santo Cristo  | —                   | Superfície | 22° 53' 43" S | 43° 12' 01" O |
| 13 | Cordeiro da Graça                   | 21 de outubro de 2017   | Santo Cristo  | —                   | Superfície | 22° 53' 49" S | 43° 12' 15" O |
| 14 | Rodoviária                          | 12 de julho de 2016     | Santo Cristo  | Terminal rodoviário | Superfície | 22° 53' 55" S | 43° 12' 26" O |
| 15 | Terminal Intermodal Gentileza (TIG) | 24 de fevereiro de 2024 | São Cristóvão | Terminal rodoviário | Superfície | 22° 53' 56" S | 43° 12' 41" O |